# I. Fülöp flamand gróf
Philippe d' Alsace (1143 – Akkó, 1191. július 1.) lotaringiai nemesi család leszármazottja, 1168 és 1191 között flamand gróf.

## Élete
Apja Thierry d’Alsace (1099/1101 - Gravelines, 1168. január 17.), 1128-tól I. Thierry néven flamand gróf. Anyja Sibylle d’Anjou, I. Vilmos flamand gróf (Guillaume Cliton, 1127-28) első felesége (a házasságot vérrokonság miatt érvénytelenítették).

### Flandria régense
Thierry első fia, Balduin fiatalon meghalt és Fülöp lett a grófi cím várományosa. Amikor apja és anyja 1157-ben a Szentföldre utazott, hogy III. Balduin jeruzsálemi király oldalán harcoljon, Fülöpöt nevezte ki a grófság régensének és társgrófi rangra emelte. Apja távolléte alatt vereséget mért III. Floris holland grófra, aki északról fenyegette Flandria területeit, valamint felszámolta a parti sávot fosztogató kalózokat. Florist Brugge várába zárta, ahol az 1167-ig raboskodott, amikor kiváltották, váltságdíja a flamand grófok fennhatóságának elismerése volt Zeeland (ma Tengermenti vagy Zeeland-Flandria)
1156-ban vette feleségül Vermandois Erzsébetet, I. Raoul Vermandois grófjának és Aquitániai Petronilla lányát. Raoul halála (1167) után Erzsébet örökölte Vermandois grófságát és Fülöp is felvette ezt a címet. A flamand grófok ezáltal kiterjesztették uralmukat délre és Franciaország északi részének domináns urai lettek - később ez vezetett a francia királlyal való összeütközéshez is. A Vermandois grófokkal amúgy is szoros dinasztikus szálak kapcsolták össze a flamand grófokat: Fülöp féltestvére, Lauretta volt I. Raoul harmadik felesége, öccse, Máté, Eleonora de Vermandois-t, Raoul lányát vette feleségül. Végül fiatalabbik húga, Margit, II. Raoul Vermandois grófjához ment feleségül, de a házasságot felbontották, miután Raoul leprás lett.
Legfőbb tanácsadója, Robert d'Aire segítségével Fülöp hatékony közigazgatási rendszert épített ki Flandriában és jelentősen megszilárdították Flandria regionális pozícióját. Fülöp jó kapcsolatokat ápolt mind II. Henrik angol, mind VII. Lajos francia királyokkal és rendszeresen közvetített a két király között. Megpróbálta összebékíteni II. Henriket Thomas Becket canterburyi érsekkel és húgát, Margitot feleségül adta az Hainaut-i grófság örököséhez, Balduinhoz, hogy javítsa a két grófság közötti kapcsolatokat (amelyek elsősorban apja, Thierry hosszas távollétei alatt megromlottak).
Fülöp és Erzsébet házasságából nem született gyermek. Fülöp 1175-ben kiderítette, hogy Erzsébet félrelépett és szeretőjét, Walter de Fontaines-t büntetésből agyonverette. Vermandois grófságát (amelyet a szokásjog értelmében Erzsébet családja örökölt volna halála után) kisajátította magának. Mivel öccsei, Máté és Péter házassága is gyermektelen volt, 1177-ben örökösének nevezte ki Margitot és Balduint.

### Első keresztes hadjárata
Fülöp 1177-ben indult a Szentföldre, hogy csatlakozzon az Egyiptom elleni keresztes hadjárathoz. A keresztesek ekkor még a Bizánci Császárság szövetségesei voltak és egy 150 hajóból álló bizánci flotta gyülekezett Akkra falai alatt, hogy a kereszteseket Egyiptomba szállítsa. Fülöp ide érkezett augusztus 2-án csatlakozott a sereghez, de hamarosan kiderült, hogy semmi kedve a hadjáratban részt venni: elsődleges célja az volt, hogy dinasztikus házasságokat hozzon össze Amalrik jeruzsálemi király lányai (Szibilla hercegnő és Izabella hercegnő) és egyik hűbéresének, Robert de Béthune-nek fiai között. Fülöp és az akkori király, IV. Balduin unokatestvérek voltak: mindkettejük nagyapja V. Fulk Anjou grófja volt, aki szintén viselte a jeruzsálemi királyi címet. Balduin, aki 16 éves korában már a lepra egyik agresszív, előrehaladott formájától szenvedett és gyermektelen volt, felajánlotta Jeruzsálem királyságát Fülöpnek, egyik legközelebbi férfi rokonának. Fülöp ezt és a királyság hadseregének parancsnoki pozícióját is visszautasította mondván, hogy csak zarándoklatra érkezett a Szentföldre. Balduin ekkor Châtilloni Rajnald grófnak ajánlotta fel a sereg vezetését és Fülöp csak a tanácsadója volt.
Fülöp házassági törekvései nem haladtak tervei szerint, mivel Szibilla férje, Montferrati Vilmos (1140 körül - 1177) nem sokkal azelőtt halt meg, Szibilla ekkor már terhes volt a később V. Balduinnal. A király tanácsadója és főtárgyalója, Türoszi Vilmos viszont arról tájékoztatta Fülöpöt, hogy nem lenne illendő Szibillának újra férjhez menni ilyen gyorsan. Fülöp terveit ugyancsak ellenezte a királyság régense, III. Rajmund tripoliszi őrgróf, illetve a befolyásos Ibelin-család, akik saját családjukból akartak férjet találni a hercegnőknek. Ibelin Balduin összeszólalkozott Fülöppel és nyilvánosan sértegette, mire Fülöp kivonult Jeruzsálemből és északra tartott, hogy az Antiochiai Fejedelemség területén harcoljon. III. Rajmunddal együtt részt vettek Hama ostromában, illetve III. Bohemund antiochiai fejedelemmel Harenc ostromában. Mivel az ostrom sikertelen volt, 1178 májusában Fülöp Bizáncba utazott, majd visszaindult Európába. Időközben az Egyiptom meghódítására kötött szövetség felbomlott és a bizánci hajóhad hazatért, de november 25-én IV. Balduin nagy győzelmet aratott Szaladin seregei felett a Montgisard mellett fekvő hegyszoroson.

### Háború Franciaországgal
Fülöp 1179-ben tért vissza Flandriába és a súlyosan beteg VII. Lajos francia király Franciaország régensévé nevezte ki fia, a későbbi II. Fülöp kiskorúsága idejére. Fülöp elérte, hogy a kiskorú Fülöp feleségül vegye Hainaut-i Izabella grófnőt, aki Fülöp unokahúga volt, de a házasság rangjához méltatlan hozományt ajánlott csak fel: Artois grófságát. VII. Lajos halála után azonban II. Fülöp megpróbálta a saját akaratát érvényesíteni és a neki jogosan járó hozományt megszerezni. 1180-ban tört ki a háború a francia király és a flamand gróf között, amiben Pikárdia és Île-de-France régiókat mindkét fél sorozatosan feldúlta. II. Fülöp okosan elkerülte a nyílt ütközetet a keresztes háborúkban edződött gróffal és ügyes manőverezése révén hamarosan stratégiai előnybe került. V. Balduin hainaut-i gróf, Izabella apja és II. Fülöp sógora, kezdetben Fülöp pártját fogta, de később lánya érdekeit nézve a francia király oldalára állt. II. Fülöp igyekezett elmélyíteni a Balduin és Fülöp közötti ellentéteket és odáig ment, hogy Balduint nevezte meg legfőbb képviselőjének a béketárgyalások során.
Fülöp felesége, Erzsébet, 1183-ban örökös nélkül halt meg és Fülöp azon nyomban kisajátította Vermandois grófságát magának (ami jogosan Erzsébet nővérét, Eleonort illette volna). Fülöp ekkor feleségül vette Portugál Teréz infánsnőt, I. Alfonz portugál király lányát, aki ugyan jelentős hozományt kapott, de a házasság szintén gyermektelen maradt. Mivel Fülöp attól tartott, hogy halála után Flandriát délről Franciaország, északról és keletről az Hainaut-i Grófság fogja bekeríteni, békét ajánlott a királynak. Az 1186. március 10-én aláírt szerződés értelmében Vermandois grófsága a király tulajdona lett, de Fülöp megtarthatta a grófi címet.

### Második keresztes hadjárata és halála
Fülöp 1189-ben ismét keresztes hadjáratra indult és csatlakozott a Palesztinában állomásozó flamand csapatokhoz. 1191-ben Akkra ostroma során a keresztes táborban kitört pestisjárványnak esett áldozatul. Először az akkrai Szent Miklós-templomban helyezték nyugovóra, de özvegye később a Clairvaux-i apátságba hozatta holttestét.

### Öröksége
Halála után V. Balduin hainaut-i gróf és felesége, Fülöp húga, Margit örökölték a Flamand Grófságot. Mivel Balduin már korábban megkapta az hainaut-i grófi címet, uralmuk alatt a két, korábban ellenséges grófság perszonálunióban egyesült. II. Fülöp magának követelte a grófságot, mivel érvelése szerint a flamand grófi család férfiörökös nélkül kihalt és a szokásjog értelmében ekkor a birtok a hűbérúrra visszaszállt. Balduin sikeresen állt ellen a király törekvéseinek, de ez precedenst teremtett a francia királyok követeléseinek Flandria felett.
Fülöp volt a középkori flamand grófok közül talán az utolsó, aki névleges hűbérura, a francia király mellőzésével, teljesen önállóan igazgathatta grófságát. Az utána következő grófok már egyre inkább a király befolyása alá kerültek, ahogy azok elkezdték megszilárdítani uralmukat egész Franciaország felett.
Fülöp alatt indultak lendületes fejlődésnek a flamand városok, mint például Gent, Brugge, Ypres, Kortrijk és Lille. A lendületet még a francia király ellen vívott, költséges háború sem tudta megtörni és Flandria gazdagsága korábban sosem látott méreteket öltött - részben ez is volt a királyok északi terjeszkedésének oka.
Fülöp egyik pártfogoltja Chrétien de Troyes, aki 1181 és 1191 között írt, befejezetlen lovagregényét, Perceval, le Conte du Graal című művet pártfogójának ajánlotta. Ezt a regényt tartják a Szent Grál után kutató lovagok első korabeli ábrázolásának.

## Családja és leszármazottai
Első felesége (1156, Beauvais) Vermandois Erzsébet (1143 - Arras, 1183. március 28.), I. Raoul Vermandois grófja és Aquitániai Petronella lánya. Erzsébet 1167-ben örökölte a grófi címet, amikor bátyja, II. Raoul betegsége miatt lemondott (leprás volt). 1175-ben kiderült, hogy Erzsébetnek szeretője van, aki Fülöp ezután meggyilkoltatott. Erzsébet 1183-ban elhunyt és ekkor Fülöp megtagadta, hogy örökségét, Vermandois és Valois grófságokat, visszaadja nővérének, Eleonorának (Fülöp öccse, Máté feleségének) és azokat magának sajátította ki. Az örökösödés kérdése miatt a francia királlyal kitört háborúban végül Fülöpnek vissza kellett adni a birtokot Eleonórának, bár az Amiensben 1186. március 20-án aláírt szerződés értelmében Fülöp megtarthatta a Vermandois grófja címet. A házasságból nem született gyermek.
Fülöp második felesége (1183. augusztus) Portugáliai Mafalda infánsnő (1157 - 1218. május 6.), I. Alfonz portugál király és Szavojai Matilda hercegnő lánya. A születésekor Terézia névre keresztelt hercegnő 1173/74-ben változtatta meg nevét, amikor Mafalda nővére meghalt. Férje halála után megszervezte, hogy annak holttestét Akkrából Clairvaux-ba szállítsák. Örökségül Flandria déli és tengerparti részét kapta, de annyira rosszul gazdálkodott és olyan magasra emelte az adókat, hogy felkelés tört ki ellene. 1993-ban újra házasodott, férje a Capeting-házból származó III. Odó burgundi herceg volt. A házasságot 1195-ben felbontották, de Mafalda megkapta a Flandria grófnője címet, miután ígéretet tett, hogy nem házasodik újból. A portugál király családdal szoros kapcsolatot tartott fenn és nagy szerepe volt abban, hogy Fernando, a portugál trón örököse, első férje másodunokahúgát, I. Konstantinápolyi Johannát vette feleségül. 1218-ban megfulladt, amikor kocsija letért az útról és a mocsárba süllyedt. Ebből a házasságból szintén nem született gyermek.
Fülöp grófnak egy ismeretlen szeretőjétől egy törvénytelen gyermeke ismert:
- Thierry de Flandre (? - 1207 körül) Bár törvénytelen gyermek volt, de a flamand különítmény egyik vezetője volt a negyedik keresztes hadjárat során. 1202-ben kihajózott és az év vége felé ért Marseilles-be a flamand lovagokkal. 1203-ban feleségül vette egy Komnénosz-leányt (1177/78 - 1204 után), Komnénosz Izsák (Ισαάκιος Κομνηνός vagy Isaakios Komnēnos) ciprusi király gyermekét, akit még I. Richárd angol király üldözött el Ciprusról. Thierry és felesége Ciprus felé vették az utat. Imre ciprusi királytól azt kérték, hogy felesége jogán adja neki a ciprusi trónt, de mivel Szaladin 1184-ben bevette Jeruzsálemet és Imre Ciprus szigetére szorult vissza (bátyja, Guidó 1192-ben vette meg a szigetet), Thierrynek nem sok esélye volt célját elérni. Thierry ekkor Örményország felé vette az irányt,[15] majd 1207 júniusában Konstantinápolyban tűnt fel, ahol a bolgárok elleni harccal bízta meg V. Henrik német-római császár.